# Rachel Atherton
Rachel Laura Atherton (* 6. Dezember 1987 bei Salisbury, Großbritannien) ist eine britische Mountainbikefahrerin, die sich auf die Disziplin Downhill spezialisiert hat. Sie ist fünffache Weltmeisterin und gilt als weltbeste Downhill-Fahrerin der 2010er Jahre.
Ihre Brüder Gee Atherton und Dan Atherton sind ebenfalls professionelle Mountainbiker.

## Werdegang
Im Alter von acht Jahren begann Atherton BMX zu fahren, mit elf fuhr sie bereits Mountainbike. 2004 wurde sie Profi und gewann erstmals die Britischen Meisterschaften im Downhill. 2005 wurde sie Welt- und Europameisterin der Junioren, 2006 gewann sie ihr erstes Weltcup-Rennen. Von 2007 bis 2011 fuhr Rachel Atherton gemeinsam mit ihren Brüdern Gee Atherton und Dan Atherton für das Animal Commencal International Pro Mountain Bike Race Team im Mountainbike-Weltcup. In der Saison 2007 gewann sie ein Weltcup-Rennen, die Saison 2008 war die bis dahin stärkste mit vier Weltcup-Siegen, dem Gewinn der Weltcup-Gesamtwertung und der ersten Weltmeisterschaft im Downhill. Beim Weltcup-Rennen in Andorra schafften die Atherton-Geschwister den Hattrick: Rachel und Gee gewannen jeweils den Downhill-Wettbewerb, Dan den Wettbewerb im Fourcross.
Ab April 2009 musste Atherton für 14 Monate pausieren, da sie am 18. April auf ihrem Rennrad in Kalifornien von einem Pick-up-Truck angefahren wurde und sich bei diesem Unfall ein Nerv in ihrer linken Schulter riss. In den Jahren 2012 bis 2015 fuhr Rachel Atherton zusammen mit ihren Geschwistern für das GT Factory Racing Team. 2012 kehrte sie zu alter Stärke zurück und gewann fünf von sechs Weltcup-Rennen und die Weltcup-Gesamtwertung im Downhill. 2013 wiederholte sie den Weltcup-Gesamtsieg und wurde das zweite Mal Weltmeisterin.
Zur Saison 2016 wechselte Atherton mit ihren Geschwistern zum Trek Factory Racing Team. Mit ihrem neuen Bike fuhr sie auf Anhieb die perfekte Saison: sie gewann jedes ihrer Rennen sowie die Weltcup-Gesamtwertung und wurde nach 15 Siegen in Folge erneut Weltmeisterin. Im Jahr 2018 gewann sie ihren fünften und vorerst letzten Weltmeistertitel.
Zur Saison 2019 gründeten die Atherton-Geschwister ihre eigene Bike-Firma mit eigenem MTB-Team Atherton Bikes. 2019 verletzte sich Atherton beim Weltcup-Rennen in Les Gets an der Achillessehne und musste in der Saison 2020 pausieren. Im Februar 2021 wurde bekannt, dass sie auch in der Saison 2021 nicht starten wird, weil sie ein Kind erwartet. Ihre Tochter Arna wurde am 4. August 2021 geboren. In der Saison 2022 startete sie in Lenzerheide wieder im Weltcup, 2023 siegte sie zum Weltcup-Auftakt in Lenzerheide und wurde Dritte in Leogang. Im Qualifying für die Weltmeisterschaften in Fort William in Schottland stürzte sie schwer und sagte nach den Weltmeisterschaften, wo sie noch den sechsten Platz belegte, die Teilnahme an weiteren Rennen ab.

## Ehrungen
2005 wurde Atherton als Young Sportswoman of the Year der Sunday Times ausgezeichnet.
2017 gewann Atherton den Laureus World Sports Award in der Kategorie Action-Sportler des Jahres.

## Erfolge
| 2002 - Britische Meisterin (Jugend) – Downhill 2004 - Britische Meisterin – Downhill - Weltmeisterschaften (Junioren) – Downhill 2005 - Britische Meisterin – Downhill - Weltmeisterin (Junioren) – Downhill - Europameisterin (Junioren) – Downhill 2006 - Europameisterin – Downhill - Weltmeisterschaften – Downhill - ein Weltcup-Erfolg – Downhill 2007 - Weltmeisterschaften – Downhill - ein Weltcup-Erfolg – Downhill 2008 - Weltmeisterin – Downhill - vier Weltcup-Erfolge – Downhill - Gesamtwertung UCI-MTB-Weltcup – Downhill 2010 - zwei Weltcup-Erfolge – Downhill 2011 - Weltmeisterschaften – Downhill - ein Weltcup-Erfolg – Downhill 2012 - Britische Meisterin – Downhill - fünf Weltcup-Erfolge – Downhill - Gesamtwertung UCI-MTB-Weltcup – Downhill | 2013 - Weltmeisterin – Downhill - vier Weltcup-Erfolge – Downhill - Gesamtwertung UCI-MTB-Weltcup – Downhill 2014 - Weltmeisterschaften – Downhill - zwei Weltcup-Erfolge – Downhill 2015 - Weltmeisterin – Downhill - Britische Meisterin – Downhill - sechs Weltcup-Erfolge – Downhill - Gesamtwertung UCI-MTB-Weltcup – Downhill 2016 - Weltmeisterin – DHI - Britische Meisterin – Downhill - sieben Weltcup-Erfolge – Downhill - Gesamtwertung UCI-MTB-Weltcup – Downhill 2017 - Britische Meisterin – Downhill - ein Weltcup-Erfolg – Downhill 2018 - Weltmeisterin – Downhill - drei Weltcup-Erfolge – Downhill - Gesamtwertung UCI-MTB-Weltcup – Downhill 2019 - zwei Weltcup-Erfolge – Downhill 2023 - ein Weltcup-Erfolg – Downhill |